# Ruch Społeczny (partia polityczna)
Ruch Społeczny (RS) – polska prawicowa partia polityczna, działająca w latach 1997–2004, do 2002 pod nazwą Ruch Społeczny Akcja Wyborcza Solidarność (RS AWS).

## Historia

### Lata 1997–2001
Inicjatywa powołania nowego ugrupowania wewnątrz Akcji Wyborczej Solidarność wiązała się z wygraniem przez ten komitet wyborczy wyborów parlamentarnych w 1997. Wielu spośród około 250 parlamentarzystów wybranych z list AWS formalnie nie należało do żadnej partii politycznej, byli rekomendowani przez NSZZ „Solidarność” lub różne stowarzyszenia.
Ruch Społeczny AWS został zarejestrowany 8 grudnia 1997. Miał charakter partii tworzonej odgórnie i partii władzy – przystąpiło do niego ponad 130 posłów i senatorów, wielu ministrów, wojewodów i urzędników administracji rządowej. Nowe ugrupowanie stało się przede wszystkim polityczną reprezentacją „Solidarności”, związku zawodowego, który zainicjował utworzenie AWS i posiadał w jej ramach największe wpływy. Ruch zasilili też działacze Stowarzyszenia Rodzin Katolickich, Nowej Polski i Ligi Krajowej. Spośród partii politycznych działających w ramach AWS decyzję o samorozwiązaniu i akcesie do RS podjęły niewielkie formacje (PSL-PL, Zjednoczenie Polskie, RdR-OP, Prawica Narodowa).
Pierwszym przewodniczącym został kierujący jednocześnie NSZZ „S”, AWS i jej klubem parlamentarnym Marian Krzaklewski, zastąpiony w 1999 przez premiera Jerzego Buzka. Wśród liderów znaleźli się marszałkowie obu izb parlamentu (Maciej Płażyński i Alicja Grześkowiak), wicepremier i minister spraw wewnętrznych i administracji Janusz Tomaszewski, minister pracy Longin Komołowski, posłowie-związkowcy (Jacek Rybicki, Kazimierz Janiak), szef PFSRK Kazimierz Kapera i inni.
Ruch Społeczny określił się jako partia chadecka. W jego programie politycznym znalazły się głównie postulaty głoszone przez samą AWS, ugrupowanie opowiedziało się za akcesją Polski do Unii Europejskiej. W radzie krajowej AWS otrzymało 23% głosów.
Od 2000 ugrupowanie zaczęli opuszczać kolejni politycy. Z RS AWS usunięto m.in. Gabriela Janowskiego, do SKL przeszli Maciej Stanisław Jankowski i Krzysztof Kamiński. Na początku 2001 Maciej Płażyński został jednym z liderów Platformy Obywatelskiej, zaś Janusz Tomaszewski powołał własne ugrupowanie pod nazwą Forum Obywatelskie.

### Lata 2001–2004
Do wyborów parlamentarnych w 2001 RS AWS przystąpił w ramach Akcji Wyborczej Solidarność Prawicy. Koalicja ta nie przekroczyła wynoszącego 8% progu wyborczego, tracąc swoją reprezentację w Sejmie. Kilku działaczy Ruchu Społecznego AWS zostało senatorami V kadencji, wśród nich Mieczysław Janowski, który zastąpił Jerzego Buzka na stanowisku przewodniczącego partii.
28 kwietnia 2002 ugrupowanie zmieniło nazwę na Ruch Społeczny, na czele którego stanął senator Krzysztof Piesiewicz. Jednocześnie po przegranych wyborach parlamentarnych i nieudanej próbie utworzenia centroprawicowej koalicji (z SKL-RNP i Unią Wolności celem wspólnego udziału w wyborach samorządowych) aktywność partii uległa zanikowi. Wielu jej działaczy powróciło do funkcjonowania w związku zawodowym, zaczęło przechodzić do innych formacji (głównie Platformy Obywatelskiej oraz Prawa i Sprawiedliwości) lub rezygnowało z aktywności politycznej.
RS został ostatecznie rozwiązany 3 kwietnia 2004, deklarując zamiar współtworzenia nowego stronnictwa – organizowanej przez Zbigniewa Religę Partii Centrum.

## Przewodniczący
| Lp. | Portret | Imię i nazwisko      | Okres sprawowania    | Okres sprawowania    |
| Lp. | Portret | Imię i nazwisko      | od                   | do                   |
| --- | ------- | -------------------- | -------------------- | -------------------- |
| 1.  |         | Marian Krzaklewski   | 8 grudnia 1997       | 17 stycznia 1999     |
| 2.  |         | Jerzy Buzek          | 17 stycznia 1999     | 21 października 2001 |
| 3.  |         | Mieczysław Janowski  | 21 października 2001 | 28 kwietnia 2002     |
| 4.  |         | Krzysztof Piesiewicz | 28 kwietnia 2002     | 3 kwietnia 2004      |